# فایفیلد، اسکس
فایفیلد (به انگلیسی: Fyfield) یک روستا و محله مدنی در بریتانیا است که در Epping Forest واقع شده‌است. فایفیلد ۷۹۶ نفر جمعیت دارد.